# Conn Barracks
Die Conn Barracks waren die größte Kaserne der US-Heeresgarnison Schweinfurt. Das Areal liegt am westlichen Stadtrand von Schweinfurt und wird seit 2014 nicht mehr militärisch genutzt.
Die Kaserne war ursprünglich von 1937 bis 1945 ein Fliegerhorst der Luftwaffe (Wehrmacht) namens Flugplatz Schweinfurt, auch Fliegerhorst Schweinfurt. 1945 wurde durch die United States Army Air Forces (USAAF) ein Behelfsflugplatz unter der Bezeichnung Advanced Landing Ground ALG R-25 Schweinfurt in Betrieb genommen. Von 1945 bis 1947 war sie als Schweinfurt Air Base der United States Air Forces in Europe (USAFE) und dem Military Post Wiesbaden unterstellt. Die Start- und Landebahn hatte die Kennung 09/27.
Von 1947 bis 1951 war die Kaserne Teil der United States Constabulary (6th Regiment und 28th Squadron). 1948 wurde die Kaserne offiziell der U.S. Army übergeben und hieß fortan Conn Barracks. Zahlreiche Truppenteile waren seitdem in der Kaserne stationiert, die Teil der US-Heeresgarnison Schweinfurt (USAG Schweinfurt) war, die 2014 komplett aufgelöst wurde.
Das Areal trägt bis heute keinen neuen Namen, ist interkommunales Gebiet und gehört zu den Gemeinden Geldersheim und Niederwerrn im Landkreis Schweinfurt sowie in einem kleinen Bereich zur kreisfreien Stadt Schweinfurt. Als Folgenutzung soll ein großer Industrie- und Gewerbepark entstehen, wofür der Zweckverband Interkommunaler Gewerbepark Conn Barracks gegründet wurde.

## Geografie

### Lage
Die Conn Barracks liegen 4 km (Luftlinie) nordwestlich vom Schweinfurter Stadtzentrum auf dem Gemeindegebiet von Geldersheim und Niederwerrn, auf 240 m ü NN, in einem Bogen der Wern. Die Kaserne liegt an der Bahnstrecke Schweinfurt–Erfurt, mit direktem Gleisanschluss und wird am Nordrand von der vierstreifigen, nicht kreuzungsfreien, von Ampeln geregelten B 303 durchquert. Die beiden Kasernenareale, der kleine (Motorpool) nördlich und die Hauptliegenschaft südlich der B 303, sind durch einen internen Fußgängersteg miteinander verbunden. Über die B 303 ist die 1 km entfernte Autobahn-Anschlussstelle Nr. 30 Schweinfurt-West der A 71 Erfurt–Schweinfurt erreichbar. Von hier sind es 5 km zur A 70 und weitere 6 km zur A 7.
Zufahrten: Die Hauptzufahrt Main Gate an der Conn-Straße und die Zufahrt zum Motorpool zweigen an einer Kreuzung der B 303 ab. Eine weitere Zufahrt Euerbacher Gate, am Ostrand der Conn Barracks, liegt am Ende der 1 km langen Verbindungsstraße, der Euerbacher Straße, die durch den Werngrund zur einstigen amerikanischen Wohnsiedlung Askren Manor führt, heute Bellevue. Im Westen gab es noch das Geldersheim Gate.
Die Grenze zwischen Niederwerrn und Geldersheim verläuft innerhalb der Kaserne entlang der historischen Euerbacher Straße, die als durchgehende Landstraße beim Bau des Fliegerhorstes an den nördlichen Rand verlegt wurde (heutige B 303).

### Größe
Die Kaserne ist 201 ha groß, was der Fläche der Münchener Innenstadt entspricht. Die Gesamtfläche gliedert sich wie folgt auf:
- Geldersheim: 167 ha;[5] – u. a. Flugplatz
- Niederwerrn: 33 ha;[5] – davon 3 ha nördlich der B 303 (Motorpool)
- Schweinfurt: 1 ha.[5]

## Name
Die Flugplatzkaserne wurde am 22. Dezember 1947 Conn Barracks genannt, zu Ehren von Leutnant Orville B. Conn, Jr., der als erster Angehöriger der Sixth Cavalry Group 1944 bei der Landung in der Normandie gefallen war.

## Geschichte

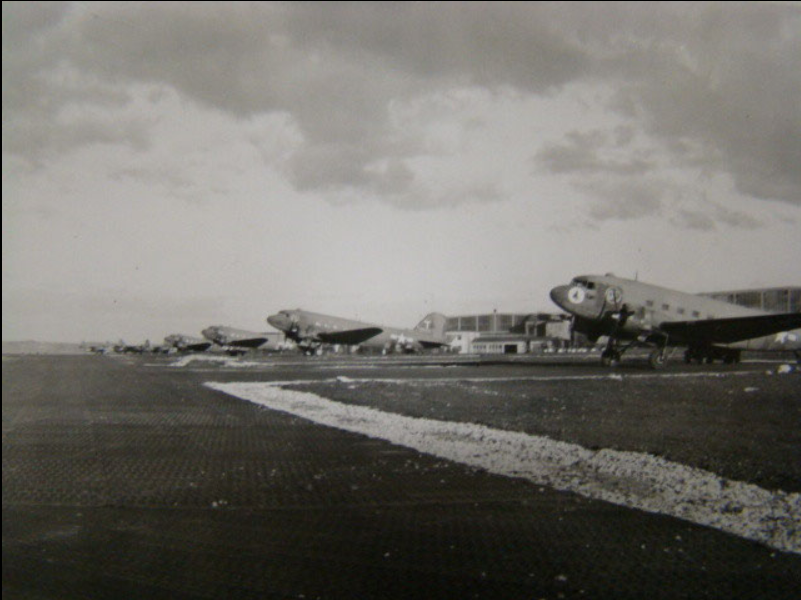
Advanced Landing Ground ALG R-25 Schweinfurt (1945)

Der Fliegerhorst wurde von März 1936 bis September 1937 an der westlichen Stadtgrenze errichtet. Die Anlage diente zunächst der Flugzeugführerschule 7 als Übungsplatz für Sturzkampfflugzeuge (Stuka) des Typs Junkers Ju 87. Viele Kadetten kamen dabei bei gewagten Luftmanövern ums Leben. Der Geschwaderstab des Sturzkampfgeschwaders 165 wurde am 1. Oktober 1937 im Fliegerhorst gegründet, wo zuvor am 1. April die II. Gruppe des Geschwaders aufgestellt worden war. Die I. Gruppe existierte seit dem 1. April 1936 am Flugplatz Kitzingen. Von 1941 bis 1945 diente der Flugplatz Bombern. Er wurde zur Tarnung zeitweise unter Wasser gesetzt, jedoch zusammen mit der angrenzenden Bahnlinie von den Alliierten stark bombardiert. Die Gegend glich schließlich einer Mondlandschaft. Personenzüge aus Richtung Erfurt und Bad Kissingen konnten oftmals nicht mehr bis zum Hauptbahnhof fahren, sondern mussten bereits am Bahnhof Oberwerrn enden.
Am 11. April 1945 marschierte die 42. Division der 7. US-Armee in Schweinfurt ein und besetzte sofort den Fliegerhorst. Nach Abzug der Air Force (USAFE) im Jahre 1947 wurde das Areal des eigentlichen Flugplatzes nur noch als Hubschrauberlandeplatz der 4. Brigade genutzt, einer Heeresfliegerbrigade (Militärhubschrauber). Zudem als Startplatz für Flugabwehrraketen (FlaRak-Stellung Hawk). Die Raketenstellung wurde am Ende des Kalten Kriegs 1992 aufgelöst.

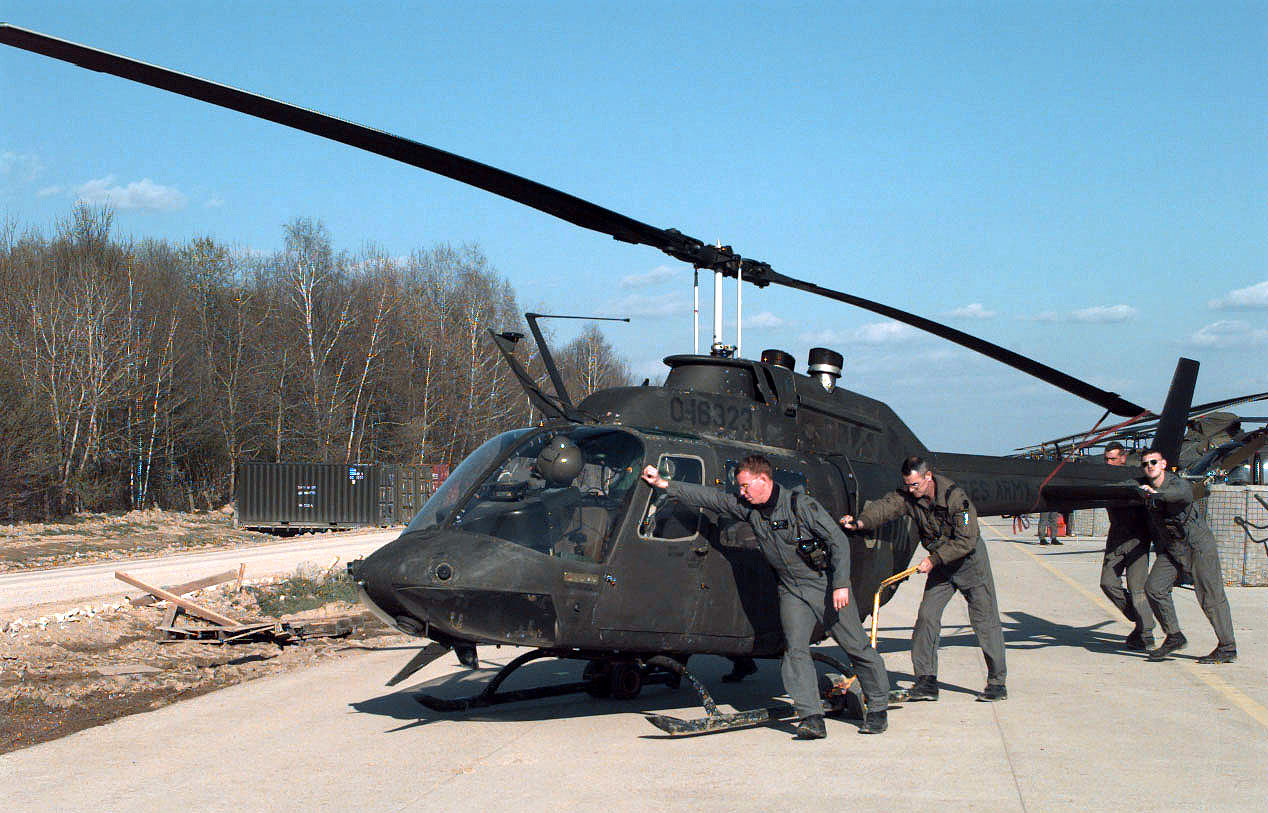
2-1 Aviation Battalion aus den Conn Barracks in Bosnien-Herzegovina 1997

Auf dem großen, nördlichen Freibereich des Flugfeldes, abseits der bis heute (2021) bestehenden Start- und Landebahn, erweiterten die Amerikaner sukzessive die Kaserne, am Ende bis auf etwa die doppelte Größe der NS-Zeit. Von 1958 bis 1996 waren in den Conn Barracks die 1. Brigade der 3rd Infantry Division, von 1996 bis 2008 die 2. Brigade der 1st Infantry Division und zudem viele andere Einheiten stationiert. 1991 wurde zudem das 3rd Squadron der 4th Cavalry von den Schweinfurter Ledward Barracks nach Conn verlegt. In Conn waren fortan die Kampftruppen der USAG Schweinfurt konzentriert, während die innenstadtnäheren Bereiche fast nur noch der Verwaltung, Versorgung und Freizeit dienten. Am Gleisanschluss von Conn, der Schweinfurt Terminal Station (SFT) der 5th Signal Command, wurden u. a. Panzer für den Irakkrieg (2003) verladen, weshalb die Conn Barracks damals in den Blickpunkt der amerikanischen Medien rückten.
2014 löste die US-Army die US-Heeresgarnison Schweinfurt vollständig auf. In Folge wurden die Conn Barracks am 15./16. Dezember 2014 der Bundesanstalt für Immobilienaufgaben (BImA) übergeben.
Sihe auch: Amerikanische Luftverteidigung in Deutschland

## Bestand 2014
Die Conn Barracks verfügten bei Abzug der US-Amerikaner 2014 insgesamt über 280 Gebäude. Auf dem Areal waren zu diesem Zeitpunkt: Wohngebäude, Verwaltungsgebäude, Truppenunterkünfte, Lager- und Wartungshallen, eine Kirche, eine Veranstaltungshalle, ein Einkaufszentrum, ein Gleisanschluss für Bahnverladung, ein Sportzentrum, Sportanlagen und Ver- und Entsorgungseinrichtungen. Sowie ein Flugplatz mit: 675 m langer, befestigter Start- und Landebahn, Hubschrauberlandeplatz, Hangar, Tower und Feuerwehrgebäude. Zudem ein Startplatz für mobile Flugabwehrraketen, mit diversen Gebäuden und einem Rollbahnsystem.

## Ankerzentrum
Ein kleineres Ankerzentrum für Asylsuchende, für 1400 statt der ursprünglich geplanten 2600 Personen, zog 2019 von den Schweinfurter Ledward Barracks in die Conn Barracks auf Niederwerrner Gemeindegebiet um. Das Ankerzentrum ist eines der sieben bayerischen Ankerzentren und soll am Jahresende 2025 wieder geschlossen werden. Das Ankerzentrum liegt innerhalb der Raute, die die Bahnlinie im Nordosten, die B 303 im Norden, die Zufahrts- und Erschließungsstraße in die Conn Barracks im Südwesten und die äußere Ringstraße innerhalb der Kaserne im Süden bilden. Die Zentrale Ausländerbehörde (ZAB) und das Bundesamt für Migration und Flüchtlinge (Bamf) zogen 2020 ebenfalls von den Ledward Barracks in die Conn Barracks um.
Der Plan der Staatsregierung soll dem Vorhaben von Stadt und Landkreis Schweinfurt, dort mit den Anrainerkommunen einen Gewerbepark anzusiedeln, nicht im Wege stehen. Es gibt auch die Zusicherung, dass mit der Einrichtung des Ankerzentrums die Zufahrt zum restlichen Gelände und dieses selbst freigegeben werden, als Voraussetzung für die Erschließung des Areals. Wodurch Grunderwerb durch beteiligte Kommunen und Bauleitplanung ermöglicht werden.

## Neuer Gewerbepark

### Hauptliegenschaft

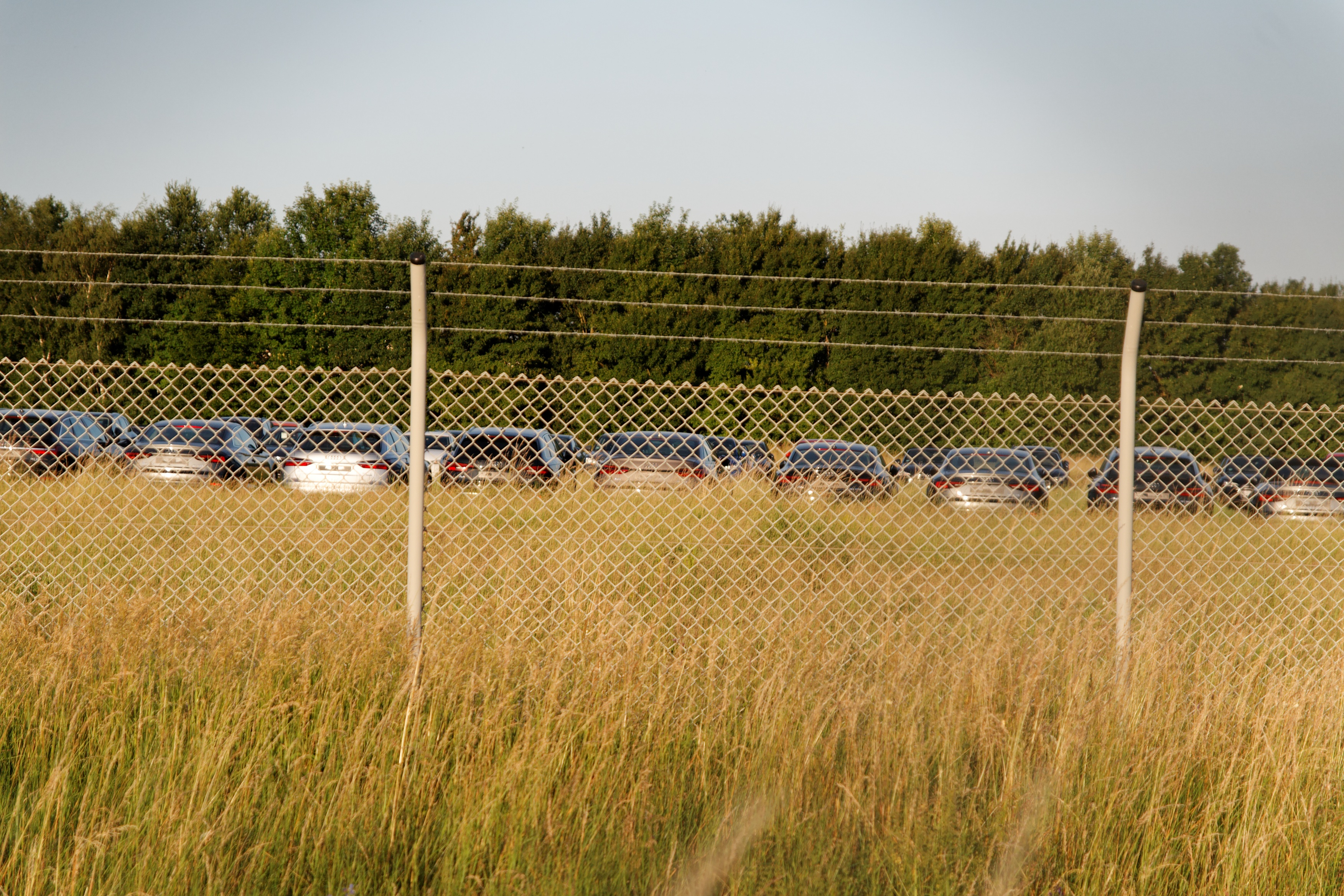
Zwischenzeitlich wurden die Lande- und Rollbahnen des Flugplatzes als Parkplatz für unverkaufte Fahrzeuge genutzt.

Auf der Hauptliegenschaft der Conn Barracks wird, neben dem kleineren Bereich des temporären Ankerzentrums, als Folgenutzung ein großer, interkommunaler Industrie- und Gewerbepark angestrebt. Hierfür wurde der Zweckverband Interkommunaler Gewerbepark Conn Barracks gegründet, mit den vier Mitgliedern: Gemeinden Niederwerrn und Geldersheim, Stadt Schweinfurt und Landkreis Schweinfurt.
Eine Machbarkeitsstudie (2017) unter den Gesichtspunkten Lärmemission, Naturschutz und Infrastruktur ergab, das 100 Hektar gewerblich genutzt werden können. Ein neues Erschließungskonzept sei notwendig. Im nordwestlichen Bereich sei ein Gewerbegebiet und im zentralen Bereich auch ein Industriegebiet denkbar.
2020 wurde beschlossen, die zweite vorhandene Zufahrt der Conn Barracks, an der Kreisstraße SW 31 (Würzburger Straße in Geldersheim) für den Gewerbepark beizubehalten. Nach dem neu aufgestellten Flächennutzungsplan für die Conn Barracks werden rechtlich 94 Hektar in gewerbliche Bauflächen, 1,6 Hektar in gemischte Bauflächen und 71 Hektar in Flächen für extensive (naturnahe) Landschaftsnutzung umgewandelt. Südlich der Hauptzufahrt an der B 303 soll eine zweite Zufahrt erstellt werden, über die der Baustellenverkehr noch während des laufenden Betriebs des Ankerzentrums laufen kann. Die bestehende Hauptzufahrt soll nach Schließung der Anker-Einrichtung erhalten bleiben.

### Motorpool

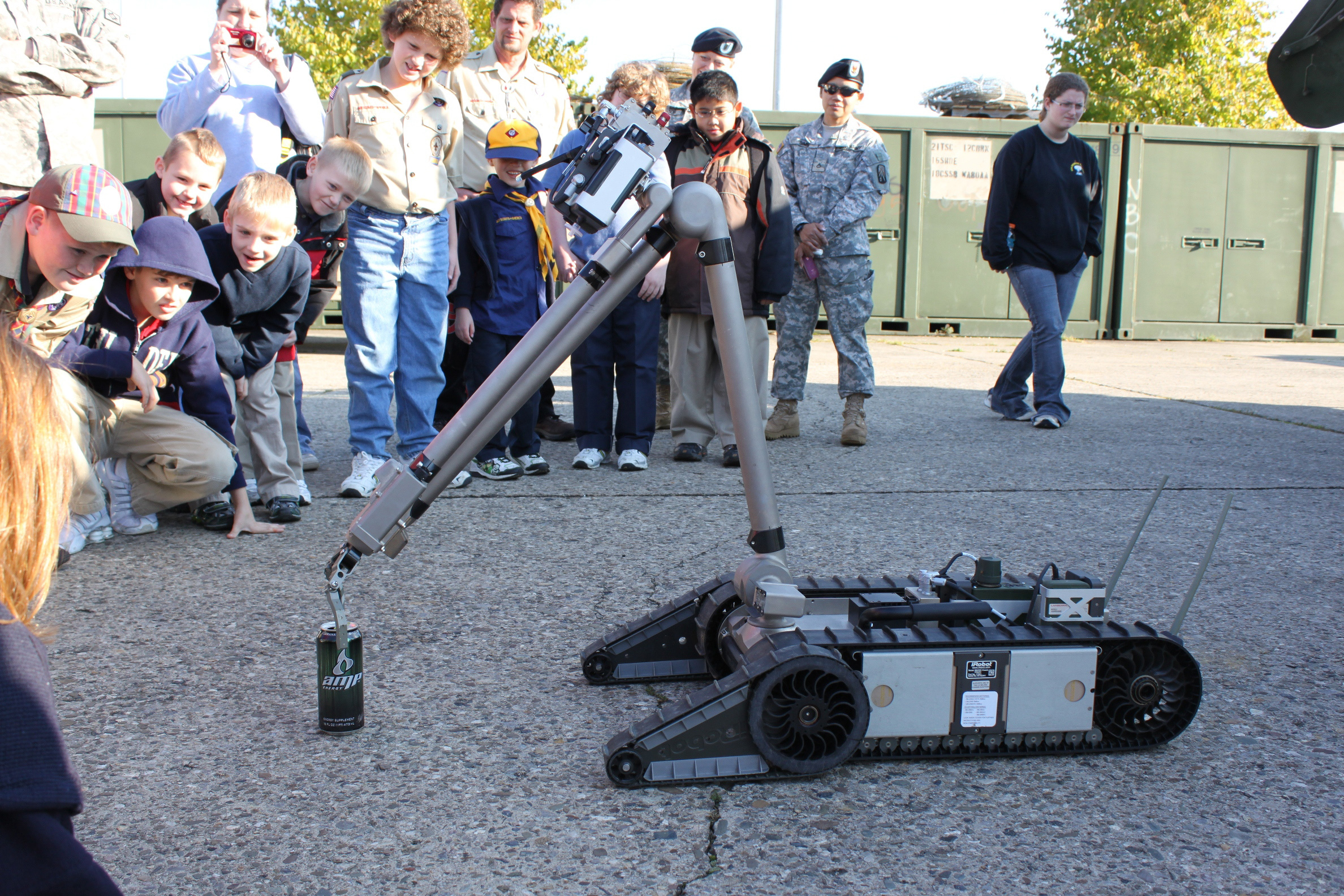
Motorpool: Vorführung eines Militär-Roboters vor amerikan. Kindern 2010

Der 3 ha große Motorpool ist ein räumlich getrennter Bereich der Conn Barracks (siehe: Lage). Auf ihm liegen zwei zweigeschossige Hallen, in denen auch die Obergeschosse über Rampen befahrbar sind (Bau 7 & 8). Das kleine Areal erwarb 2017 die Gemeinde Niederwerrn von der Bundesanstalt für Immobilienaufgaben. Der Motorpool bleibt Bestandteil des Verbandsgebiets des Zweckverbandes, um die angestrebte, einheitliche Gesamtentwicklung der über 200 ha großen Konversionsfläche zu gewährleisten. Einen Teil des Motorpools hat ein gewerblicher Mieter gekauft.